# Битка код Мондовија
Битка код Мондовија вођена је 21. априла 1796. године између француске војске под Наполеоном Бонапартом са једне и пијемонтске војске под Микеланђелом Колијем са друге стране. Део је Наполеонове италијанске кампање, а завршена је победом Француза.

## Битка
Наполеон Бонапарта је са три дивизије (око 24.000 људи) код Монтове потукао 9000 Пијемонтеза под командом Колија, који се под његовим притиском повукао са реке Танаро на Мондови. Пијемонтези су изгубили 1800 људи (1300 заробљених), 11 застава и 8 топова. Победом код Мондовија, Бонапарта је сломио отпор Пијемонтеза. Истог дана сардински краљ затражио је примирје. Оно је потписано 28. априла, а коначан мирпотписан је 15. маја у Паризу.